# دانشگاه طبی کابل
دانشگاه طبی کابل با نام رسمی دانشگاه ابوعلی سینا از دانشگاه‌های دولتی افغانستان در شهر کابل است.

## پیشینه
از ماه عقرب/آبان سال ۱۳۱۱، با ۸ دانشجو آغاز به کار کرد. این دانشگاه، پس از تأسیس با دانشگاه پزشکی لیون قراردادی بست که به موجب آن دانشگاه لیون به مدت ۱۰ سال استادان خود در رشته‌های مختلف پزشکی را در اختیار دانشگاه طب کابل قرار می‌داد. بعدتر، دانشکدهٔ داروسازی و چند مرکز درمانی از جمله شفاخانه نادرشاه، شفاخانه ۱۰۰ تخت خوابی سنایی و … برای آموزش عملی دانشجویان و چند آزمایشگاه تخصصی به این دانشگاه اضافه شد. در دهه ۵۰، دانشگاه طب کابل که پیش‌تر زیرمجموعهٔ وزارت تحصیلات عالی محسوب می‌شد، زیر نظر وزارت صحت عامه قرار گرفت.

## تربیت کادرهای علمی و دانش آموزان
تربیت کادرهای علمی به سویه ماستر (کارشناسی ارشد) و پروفسور و دکتران متخصص یک بخش از فعالیت وزارت تحصیلات عالی در مورد دانشگاه پزشکی کابل می‌باشد. معمولاً دکتران به خصوص جراحان در کشورهای آمریکا، هند و کشورهای اروپائی تخصص خود را به سویه ماستر (کارشناسی ارشد) و پروفسور به‌دست می‌آورند. در داخل خاک یک تعداد از دانش‌آموزان پیشتاز در کادر علمی دانشکدهٔ طب کابل شامل گردیده و مدت را در داخل خاک غرض دریافت تجارب کافی سپری می‌نمایند.
رتبهٔ علمی کادر علمی در دانشگاه طب کابل به ترتیب از شمول الی اخیر عبارت اند از: نامزد پوهیالی، پوهیالی، نامزد پوهنیار، پوهنیار، پوهنمل، پوهندوی، پوهنوال و پوهاند. فعلاً تعداد کادر علمی درمجموع ۲۶۴ تن بوده که از آن جمله تعداد کادر علمی ذکور ۲۲۰ نفر و تعداد کادر علمی اناث ۴۴ نفر می‌باشد. از جمله ۱۵۵ تن از کادر علمی دارای سویه ماستر، ۷ تن دکترا و مابقی لیسانس می‌باشند. و حدود ۱۶۰ تن از کادر علمی تعلیمات طبی را در کشور ژاپن فراگرفته‌اند. کادرهای علمی مصروف فعالیت‌های علمی تحقیقی، نشریاتی، کنفرانسی، تدریسی و معالجوی می‌باشند. یک تعداد از درمانگاه‌های کشور، محلی است که دانشجویان در سال آخر در آنجا فعالیت‌های عملی و کارورزی را فرا می‌گیرند. هکذا، این درمانگاه‌ها محل تدریس و تحقیق برای کادرهای علمی می‌باشند؛ که به قرار ذیل نگاشته می‌شود.

### دیپارتمنت‌ها (دپارتمان‌ها)
دانشگاه طبی کابل دارای ۴۸ دیپارتمنت (دپارتمان) بوده که از آن جمله ۲۳ آن کلینیکی، ۱۴ آن علوم پایه (basic science) و ۳ دیپارتمنت پوهنتون شمول شامل ثقافت اسلامی، انگلیسی و کامپیوتر می‌باشد.
دیپارتمنت‌های بخش کلینیک در شفاخانه تدریسی (بیمارستان آموزشی) علی‌آباد شفاخانه تدریسی (بیمارستان آموزشی) میوند کلینیک تدریسی ستوماتولوژی (دندانپزشکی) و شفاخانه تدریسی (بیمارستان آموزشی) چشم تنظیم گردیده‌اند تا به سهولت بتوانند هرچه بیشتر در امورات تدریسی و معالجوی رسیدگی نمایند.

### دیپارتمنت‌های شفاخانه تدریسی علی‌آباد
از جمله ۲۳ دیپارتمنت‌های کلینیکی ۱۳ دیپارتمنت در شفاخانه تدریسی علی‌آباد شامل:
1. . دیپارتمنت جراحی یورولوژی (اورولوژی، کلیه و مجاری ادراری)
2. . دیپارتمنت جراحی عصبی
3. . دیپارتمنت جراحی بطن
4. . دیپارتمنت جراحی صدر
5. . دیپارتمنت جراحی عاجل و تروما
6. . دیپارتمنت ارتوپدی
7. . دیپارتمنت انستیزی (بیهوشی)
8. . دیپارتمنت رادیولوژی
9. . دیپارتمنت داخله عصبی - روانی
10. . دیپارتمنت داخله قلبی تنفسی
11. . دیپارتمنت داخله قلبی و عایی
12. . دیپارتمنت داخله اندوکرینولوژی
13. . دیپارتمنت داخله هیمتولوژی (هماتولوژی، خون‌شناسی)

### دیپارتمنت‌های شفاخانه تدریسی میوند
1. دیپارتمنت جلدی
2. دیپارتمنت داخله اطفال
3. دیپارتمنت جراحی اطفال
4. دیپارتمنت گوش گلو و بینی
5. و دیپارتمنت جراحی پلاستیک و ریکنسترکتیف.

دیپارتمنت‌های مختلفه ستوماتولوژی شامل:
1. دیپارتمنت اطفال ستوماتولوژی
2. دیپارتمنت جراحی ستوماتولوژی
3. دیپارتمنت اورتوپیدی ستوماتولوژی
4. دیپارتمنت پیریدنتولوژی.

### دیپارتمنت چشم
در شفاخانه تدریسی چشم موقعیت دارند.
در کنار دیپارتمنت ولادی و نسایی در شفاخانه (بیمارستان) ملالی شعبه توبرکلوز دیپارتمنت انتانی در شفاخانهٔ (بیمارستان) توبرکلوز
و بخش انتانی آن در شفاخانهٔ (بیمارستان) انتانی مربوط وزارت صحت عامه قرار دارد.

## شفاخانه‌های تدریسی دانشگاه طب کابل

### شفاخانه تدریسی علی‌آباد
در مجموع ۳۸۳ اعضای کادر علمی، دوکتوران متخصص وترینی‌ها، نرسها، تکنیشن‌ها، اناستیزیالوگ‌ها، پرسونل اداری و کارکنان غیرمسلکی درین شفاخانه تدریسی مصروف خدمت اند.
بخش تشخیصیه: شامل شعبات ذیل می‌باشد
1. آندوسکوپی جهاز هضمی
2. ETT Spirometry
3. Holter Monitoring
4. Cardiac Rehabilitation
5. لابراتوار
6. التراسوند
7. ایکوکاردیوگرافی
8. الکترو کاردیوگرافی و رادیولوژی

### شفاخانه تدریسی میوند
درین شفاخانه مجموعاً ۳۶۸ تن اعم از اعضای کادر علمی، متخصصان، دوکتوران شامل پروگرام تخصص، نرسها، رادیولوگ‌ها پرسونل غیر مسلکی مصروف خدمت می‌باشند. درین مرکز به تعداد ۳۵۰ بستر برای مریضان موجود است که در جهت استفاده تدریس و معالجه مریضان از آنها کار گرفته می‌شود.

### شفاخانه تدریسیستوماتولوژی
موقعیت آن درمحوطه شفاخانه علی‌آباد بوده و حدود ۴۰ تن اعضای کادر علمی، دوکتوران و غیره پرسونل مسلکی و غیرمسلکی در آن مصروف خدمت اند.

### شفاخانهتدریسی چشم
موقعیت آن در جوار دانشگاه طب بوده و تعداد پرسنل آن ۳۰ تن رسیده و در حال انکشاف است.